# Miel en panal

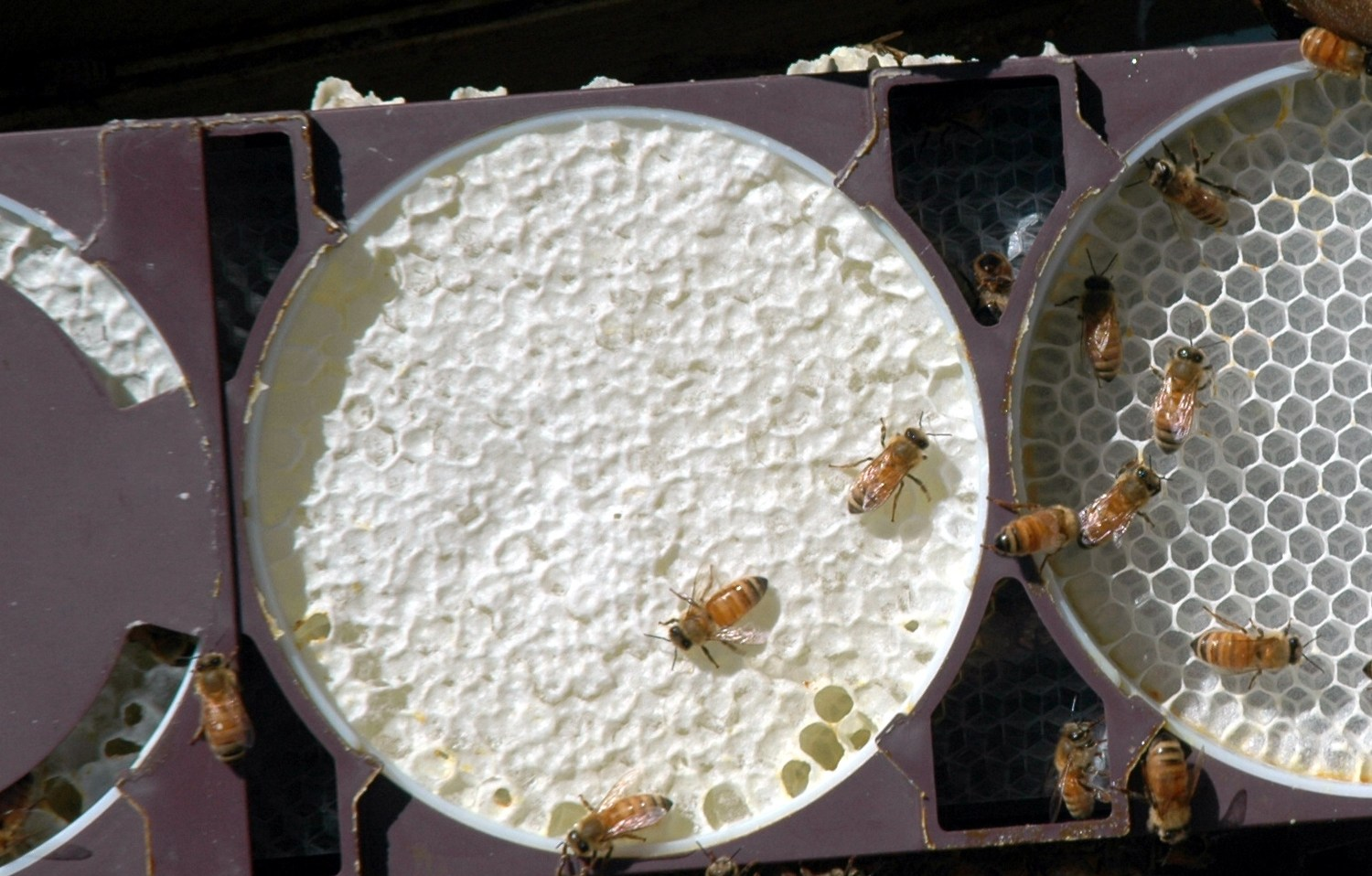
Producción de miel en panal utilizando un equipo de Ross Round: el panal central está casi completo

La miel en panal es una miel destinada al consumo que todavía está contenida dentro de sus celdillas de cera de abejas de forma hexagonal. Se consume tal y como es producida por las abejas melíferas, no habiendo recibido procesamiento, filtrado o manipulación humana.
Antes de la invención del extractor de miel, casi toda la miel producida era en forma de miel en panal. Hoy en día, la mayoría de la miel se produce por extracción, pero la miel en panal sigue siendo popular entre los consumidores, tanto para comer "como está" como para combinarse con miel extraída para conseguir miel con trozos. Los apicultores aficionados y los vendedores ambulantes pueden desarrollar sus habilidades apícolas produciendo miel en panal, que requiere una atención más metículosa que la producción de miel por extracción. Debido al trabajo más exigente que conlleva, la miel en panal tiene un mayor valor de venta minorista que la miel extraída. ($ 17 / libra en comparación con $ 6.50 / libra EE. UU.).  La producción de miel en panal es más adecuada para áreas con una intensa y prolongada floración, como por ejemplo el eucalipto, alfalfa y trébol amarillo. Las áreas boscosas no son tan adecuadas para la producción de miel en panales, ya que las abejas tienden a recolectar más propóleos, lo que dificulta la recolección de miel en panales. Este problema se ha eludido en gran parte con la adopción de cuadros especializados, como el cuadro Ross Round, que evita la acumulación de propóleos en las unidades vendibles.

## Gestión de la colmena

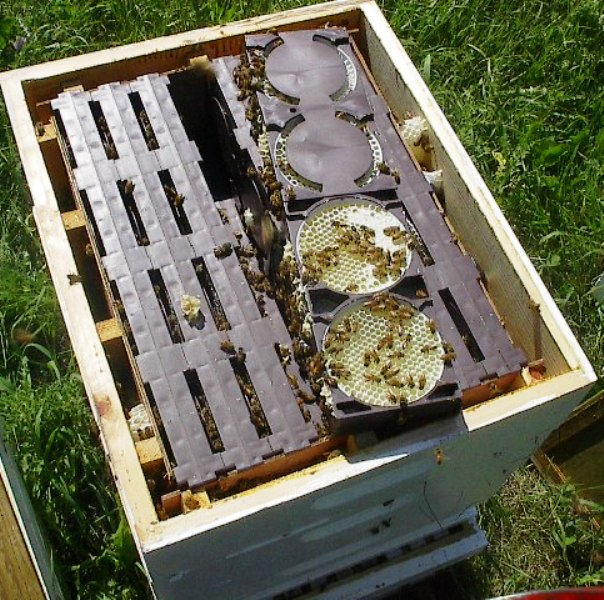
Colmena con cuadros Ross Round con panal de estilo redondo

Las colonias de abejas melíferas generalmente se reducen a un solo cuerpo de colmena, al comienzo del flujo de la miel o floración se agregan una o más alzas de miel en panal. La miel en panal puede ser producida en cuadros o marcos de madera, marcos poco profundos o cuadros Ross Rounds. La producción exitosa de miel en panal requiere que la colmena permanezca atestada de abejas sin que se llegue a provocar el enjambre. Las reinas jóvenes y prolíficas ayudan a la expansión rápida de la población de colonias con menos probabilidad de enjambrazón. Las abejas melíferas caucásicas suelen ser las preferidas para este tipo de producción, por su tendencia a mantener un nido de cría restringido y por su producción de coberturas de cera blanca, lo que hace más atractivos los panales de miel.